# Сапьендза
Сапье́ндза (греч. Σαπιέντζα) — остров в Греции в Ионическом море. В прошлом был известен как Сапиенца (итал. Sapienza). Входит в группу островов Инусе. Находится у юго-западной оконечности Пелопоннеса, в 2 километрах к югу от Метони, к западу от мыса Акритас (Ακρίτας). Входит в общину (дим) Пилос-Нестор в периферийной единице Месинии в периферии Пелопоннес. Население 2 жителя по переписи 2011 года, это единственный из обитаемых островов в группе. Длина острова 6,5 километра, ширина — 2,5 километра. Площадь острова составляет 9,018 квадратного километра, протяженность береговой линии — 22 километра, это второй по величине из островов Инусе после Схизы. Высочайшая точка острова — Фовери (Φοβερή) высотой 219 метров над уровнем моря.

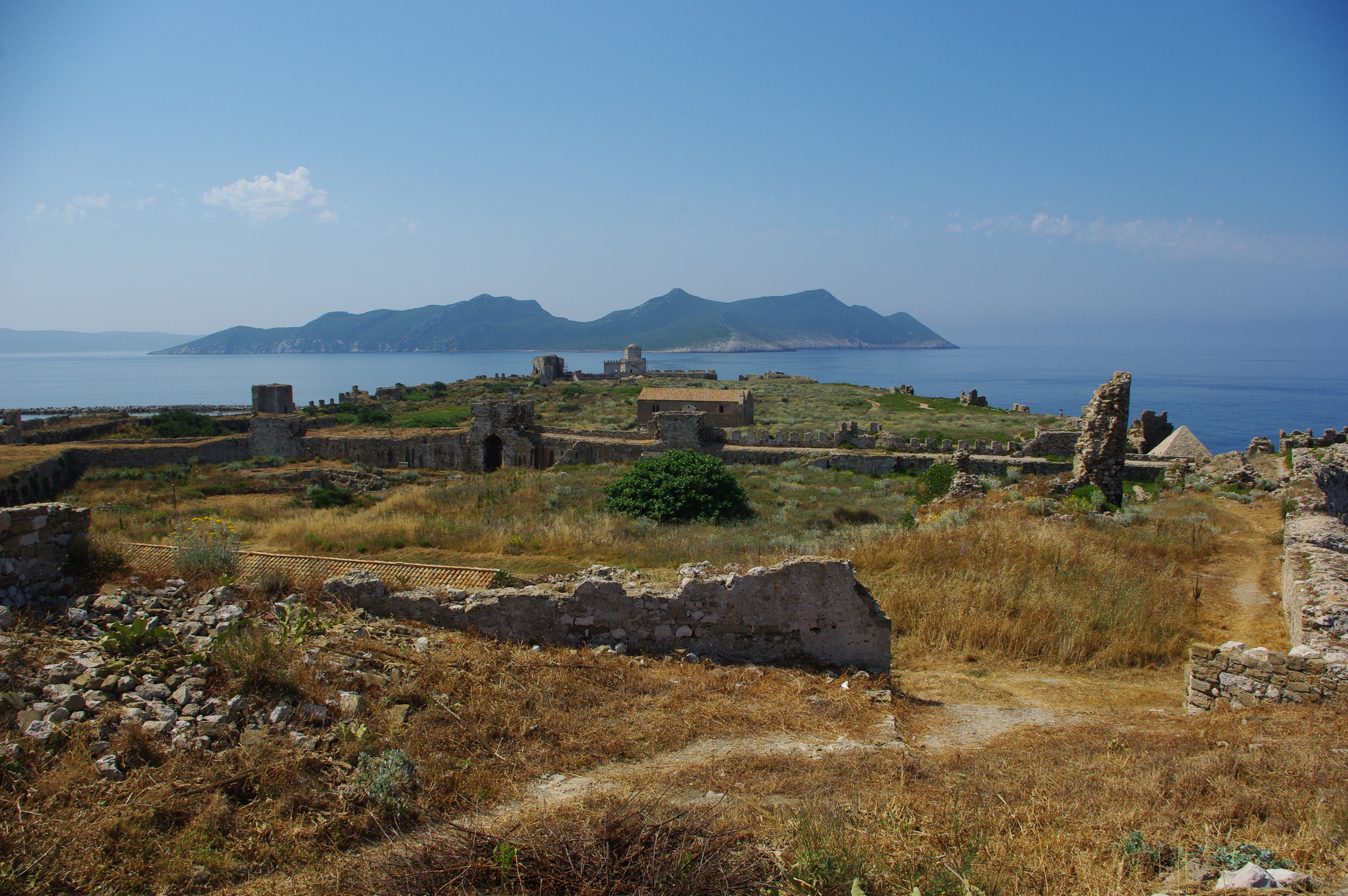
Вид из Метони на Сапьендзу

К юго-востоку находятся острова Айия-Марина, Схиза и Венетико. К западу находится впадина Калипсо глубиной 5267 метров. У южной оконечности острова находится островок Дуо-Аделфия (Δύο Αδέλφια), у западного побережья — Боба (Μπόμπα).
Остров входит в сеть «Натура 2000».

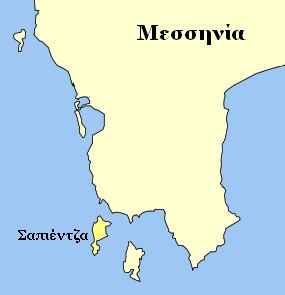
Сапьендза на карте

Название Сапьендза происходит от итал. sapienza «мудрость».

## Флора и фауна
Сапьендза имеет богатую флору и фауну, включая популяции кри-кри и муфлона, которые были выпущены на острове в 1986 году. Северная часть в основном лесистая, растут олива европейская, дуб каменный и дуб кермесовый (Quercus coccifera), а также земляничное дерево. На скалистых холмах преобладают кустарники, такие как мастиковое дерево и Calicotome. Растут мотыльковые, злаки, тимьян. В 1986 году 24 гектара леса и прилегающие области объявлены государственным природным заповедником. В 1982 году на острове были выпущены 1100 особей фазановых. Здесь обитают певчий дрозд, обыкновенный перепел, вальдшнеп.

## История
К юго-востоку находится пролив Элафонисос, важный морской торговый путь из Генуи в Эгейское море и восточное Средиземное море. Сапьендза использовался как стоянка для торговли с Метони и Корони, важными портами на всём протяжении Средних веков.

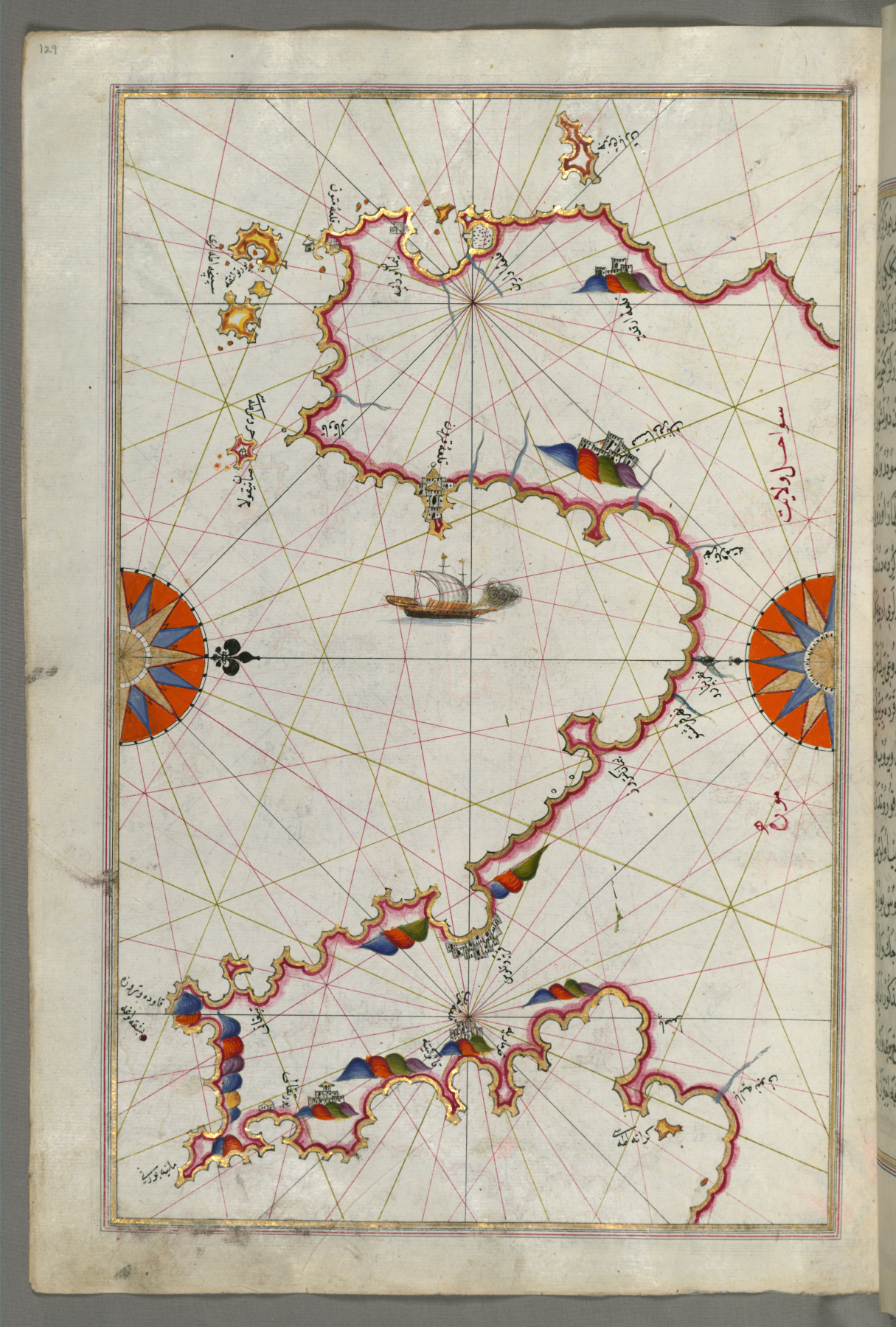
Пири-реис. Карта залива Месиниакос. Художественный музей Уолтерс

В период франкократии в 1209 году договору с Жоффруа I де Виллардуэном остров отошёл Венецианской республике, вместе с Метони и Корони. После заключения Нимфейского договора в 1261 году, торговые пути продлились до Константинополя и Чёрного моря. В 1354 году в битве у Сапиенцы в ходе венециано-генуэзской войны венецианский флот был разбит. В ходе турецко-венецианской войны 1499—1503 годов турки и венецианцы использовали Сапиенцу для стоянки. Остров был базой для греческих военно-морских сил в Освободительной войне в 1825 году. После создания в 1832 году королевства Греции остров был объектом спора между Грецией и Великобританией, в частности в ходе дела Пасифико. Великобритания настаивала, что Сапьендза принадлежит Ионической республике, протекторату Великобритании. В 1864 году по Лондонскому договору острова Ионической республики отошли Греции.

## Достопримечательности
К северу от Сапьендзы затонуло множество кораблей, в том числе на глубине 10 метров судно с колоннами из красного гранита, а также на глубине 15 метров судно с каменными саркофагами, затонувшее в III веке. С 2013 года подводный археологический парк открыт для дайвинга.
В северной части острова находится удобная бухта и песчаный пляж Амос (Άμμος «песок»), который посещают туристы для купания. На скалистых холмах в северной части острова в период франкократии существовал монастырь бенедиктинцев (или госпитальеров). Рядом с заповедным лесом находится долина Спартолака (Σπαρτόλακκα).
В восточной части острова расположен скалистый залив Магазакия (Μαγαζάκια), где есть причал. В юго-восточной части острова расположен залив Порто-Лого с островком Боба (Μπόμπα), на котором по преданию высаживался апостол Павел. На южной оконечности с 1892 года острова находится восьмиугольный маяк высотой 8 метров, который был автоматизирован в 1989 году, что сделало пребывание людей на острове ненужным.

## Сообщество Метони
В местное сообщество Метони входят пять населённых пунктов и остров Сапьендза. Население 1209 жителей по переписи 2011 года. Площадь 29,529 квадратного километра.
| Населённый пункт   | Население (2011), человек |
| ------------------ | ------------------------- |
| Ефири              | 16                        |
| Кокинья            | 13                        |
| Критика            | 4                         |
| Метони             | 1103                      |
| Сапьендза (остров) | 2                         |
| Тапия              | 71                        |

## Население
| Год  | Население, человек |
| ---- | ------------------ |
| 1991 | 3                  |
| 2001 | 7                  |
| 2011 | ↘ 2                |